# Hul
|  | Aquest article tracta sobre el municipi eslòvac, per al personatge bíblic, vegeu Hul |

Hul és un municipi d'Eslovàquia que es troba a la regió de Nitra, al sud-oest del país, a la riba esquerra del Žitavy.

## Història
S'hi han trobat un assentament de l'edat de perdra i un sepuclre amb La primera menció escrita de la vila es remunta al 1290. Al segle xi pertanyia a l'ardiaconat de Tekov. Devers 1241, per les invasions pels tàrtars tot el poble va ser destrossat. Es va reconstruir a partir de 1260. El poble, a la cruïlla de les carreteres Zlaté Moravce-Komárno i Nitra–Levice a principi del segle xviii, sota la nissaga hongaresa dels Esterházy.

## Demografia
| Godina             | 1994 | 2004   | 2014   | 2024   |
| ------------------ | ---- | ------ | ------ | ------ |
| Nombre de persones | 1237 | 1231   | 1205   | 1212   |
| Diferència         |      | −0,48% | −2,11% | +0,58% |

| Godina             | 2023 | 2024   |
| ------------------ | ---- | ------ |
| Nombre de persones | 1210 | 1212   |
| Diferència         |      | +0,16% |

## Llocs d'interés
- La casa pairal i el parc dels Motešicky construïda entre 1785 i 1795. Durant la Segona Guerra Mundial va ser transformat en hospital de campanya. Després de la guerra, sota el règim comunista va ser expropiat i transformat en escola. L'edifici es va fer molt malbé.[4]